# クレダ族
クレダ族（クレダぞく、Kreda）は、チャドに住むスーダン人部族。

## 居住地
チャドのカネムの東にあたるバール・エル・ガザル渓谷に住んでいる。

## 生活
ヒツジ、ウシを追って生活し、乳製品を主食とする遊牧民で、これら2種の家畜が富の主な源となっている。不足する栄養分は、果実の採取で補う。
富に余裕のある男性は、複数の妻を持っている。

## 宗教
イスラム教徒である。